# Форт Стјуарт (Џорџија)
Форт Стјуарт (енгл. Fort Stewart) насељено је место без административног статуса у америчкој савезној држави Џорџија.

## Демографија
По попису из 2010. године број становника је 4.924, што је 6.281 (-56,1%) становника мање него 2000. године.
| Група             | 2000.         | 2010.         |
| Белци             | 5.216 (46,6%) | 2.891 (58,7%) |
| Афроамериканци    | 4.118 (36,8%) | 1.184 (24,0%) |
| Азијати           | 214 (1,9%)    | 83 (1,7%)     |
| Хиспаноамериканци | 1.358 (12,1%) | 582 (11,8%)   |
| Укупно            | 11.205        | 4.924         |